# صليبا بن يوحنا
صليبا بن يوحنا كان مسيحيًا سريانيًا من العصور الوسطى، مؤلف كتاب عربي عام 1332 يُعرف باسم أسفار الأسرار. وُلد في الموصل في أواخر القرن الثالث عشر، وكان نشطًا في جزيرة ابن عمر على نهر دجلة العُلْوي في أوائل القرن الرابع عشر، وفي الماغوصة بقبرص في ثلاثينيات القرن الرابع عشر.
اشتهر بشكل أساسي بنسخته لكتاب الأبراج لماري بن سليمان وعمرو بن متى . (عنوان المخطوطة: MS Paris BNF Arab). من المرجح أن يكون رقم 204 هو المخطوطة الأصلية، حيث قام ابن يوحنا بنسخ النصوص التي أثارت اهتمامه. يعود تاريخ المخطوطة داخليًا إلى حزيران 1315م، وهي موجودة في جزيرة ابن عمر. وبعد سنوات أضاف ابن يوحنا رسالة من أهل قبرص إلى المخطوطة التي يرجع تاريخها إلى عام 1336، والتي كتبت في الماغوصة بقبرص.
يبدأ ابن يوحنا كتابه بأسفار الأسرار برسالة موجهة إلى المسيحيين الروميين (الإمبراطورية البيزنطية)، يدافع فيها عن صحة كنيسة الشرق ويدعو إلى الوحدة المسيحية. ومن المحتمل أن ابن يوحنا كان موجودًا بالفعل في قبرص، التي كانت آنذاك لا تزال مملكة صليبية (تحت حكم الملك هيو الرابع القبرصي [الإنجليزية]) عندما أكمل هذا العمل.